# Halowe Mistrzostwa Europy w Lekkoatletyce 2011 – bieg na 60 m przez płotki mężczyzn
Bieg na 60 m przez płotki mężczyzn – jedna z konkurencji rozegranych podczas halowych lekkoatletycznych mistrzostw Europy w hali Palais Omnisports de Paris-Bercy w Paryżu.

## Terminarz
| Data    | Godzina |          |
| ------- | ------- | -------- |
| 4 marca | 16:10   | Półfinał |
| 4 marca | 18:50   | Finał    |

## Rezultaty

### Półfinały
Rozegrano 3 biegi półfinałowe, do których przystąpiło 24 płotkarzy. Awans do finału dawało zajęcie jednego z pierwszych dwóch miejsc w swoim biegu (Q). Skład finałów uzupełnili dwaj zawodnicy z najlepszymi czasami wśród przegranych (q).

#### Bieg 1
| Poz. | Tor | Zawodniczka        | Reprezentacja | Czas | Uwagi |
| ---- | --- | ------------------ | ------------- | ---- | ----- |
| 1    | 7   | Dimitri Bascou     | Francja       | 7.62 | Q     |
| 2    | 4   | Jewgienij Borisow  | Rosja         | 7.68 | Q     |
| 3    | 8   | Maksim Łynsza      | Białoruś      | 7.71 |       |
| 4    | 2   | Jurica Grabušić    | Chorwacja     | 7.80 |       |
| 5    | 1   | Damien Broothaerts | Belgia        | 7.84 |       |
| 6    | 6   | Joona-Ville Heinä  | Finlandia     | 7.90 |       |
| 7    | 5   | Rasul Dabó         | Portugalia    | 7.93 |       |
| 8    | 3   | Andreas Martinsen  | Dania         | 8.38 |       |

#### Bieg 2
| Poz. | Tor | Zawodniczka      | Reprezentacja   | Czas | Uwagi |
| ---- | --- | ---------------- | --------------- | ---- | ----- |
| 1    | 8   | Felipe Vivancos  | Hiszpania       | 7.56 | Q, PB |
| 2    | 3   | Garfield Darien  | Francja         | 7.60 | Q     |
| 3    | 1   | Adrien Deghelt   | Belgia          | 7.62 | q     |
| 4    | 4   | Lawrence Clarke  | Wielka Brytania | 7.74 |       |
| 5    | 2   | Balázs Baji      | Węgry           | 7.77 | PB    |
| 6    | 7   | Matús Janecek    | Słowacja        | 7.86 |       |
| 7    | 6   | Alaksandr Linnik | Białoruś        | 8.00 |       |
| 8    | 5   | Martin Arnaudow  | Bułgaria        | 8.11 |       |

#### Bieg 3
| Poz. | Tor | Zawodniczka         | Reprezentacja        | Czas | Uwagi  |
| ---- | --- | ------------------- | -------------------- | ---- | ------ |
| 1    | 7   | Petr Svoboda        | Czechy               | 7.55 | Q      |
| 2    | 6   | Konstantin Szabanow | Rosja                | 7.63 | Q, =PB |
| 3    | 8   | Samuel Coco-Viloin  | Francja              | 7.68 | q      |
| 4    | 3   | Jackson Quiñónez    | Hiszpania            | 7.70 | SB     |
| 5    | 5   | Emanuele Abate      | Włochy               | 7.74 |        |
| 6    | 2   | Tobias Furer        | Szwajcaria           | 7.93 |        |
| 7    | 1   | Manuel Prazak       | Austria              | 7.98 |        |
|      | 4   | Adnan Malkić        | Bośnia i Hercegowina |      | DQ     |

### Finał
| Poz. | Tor | Zawodnik            | Reprezentacja | Czas | Uwagi |
| ---- | --- | ------------------- | ------------- | ---- | ----- |
|      | 5   | Petr Svoboda        | Czechy        | 7.49 |       |
|      | 3   | Garfield Darien     | Francja       | 7.56 | =PB   |
|      | 1   | Adrien Deghelt      | Belgia        | 7.57 | PB    |
| 4    | 4   | Felipe Vivancos     | Hiszpania     | 7.59 |       |
| 5    | 7   | Konstantin Szabanow | Rosja         | 7.61 | PB    |
| 6    | 6   | Dimitri Bascou      | Francja       | 7.64 |       |
| 7    | 8   | Jewgienij Borisow   | Rosja         | 7.65 |       |
| 8    | 2   | Samuel Coco-Viloin  | Francja       | 8.08 |       |